# Турнір пам'яті Валерія Лобановського
Турнір пам'яті Валерія Лобановського (з 2005 року Міжнародний турнір пам'яті Валерія Лобановського) — офіційний турнір, заснований на честь і в пам'ять Валерія Лобановського після його смерті 13 травня 2002 року. Ідея була ініційована керівництвом київського «Динамо».
Стадіон «Динамо» ім. Валерія Лобановського є основною ареною турніру, на якій проходить фінальний матч та один з півфіналів.

## Історія
Почав проводитися щорічно з 2003 року в Києві. За рік після того, як Валерій Лобановський пішов з життя, 14 травня на НСК «Олімпійський» у фіналі першого турніру зустрілись два найбільш принципових суперники в українському футболі — київське «Динамо» та донецький «Шахтар». Команди не виявилися сильнішого у 90 хвилин зустрічі, а на 95-й хвилині Максим Шацьких забив переможний гол. Столичні футболісти стали першими, кому вдалося відсвяткувати успіх у новоствореному турнірі.

Перший варіант трофею.

За рік «динамівці» вдруге виграли турнір пам'яті свого колишнього тренера. Але того разу було вирішено запросити взяти участь у змаганнях чотирьох чемпіонів колишніх союзних республік — тбіліське «Динамо», тираспольський «Шериф» та ризький «Сконто». У фінальній грі «біло-сині» не залишили жодних шансів «Шерифу», забивши у ворота молдовського клубу чотири «сухих» м'ячі. Таким чином, київське «Динамо» залишився єдиним клубом, що вигравав кубок Лобановского, оскільки, починаючи з 2005 року, за почесний трофей змагалися вже національні, а потім молодіжні збірні.
У 2005 році Федерація футболу України вирішила надати більш високий статус турніру, і на третій меморіал були запрошені національні збірні Ізраїлю, Польщі, Сербії та Чорногорії та України. Також змінився час проведення турніру — перші два були проведені в травні (річниця смерті В. В. Лобановського), а наступні у серпні. Дебютний для збірної України виступ на Меморіалі Лобановського вийшов невдалим. «Синьо-жовті» у серії післяматчевих пенальті у півфінальному матчі поступилися команді Ізраїлю і отримали лише третє місце, здобувши перемогу з рахунком 2:1 над збірною Сербії та Чорногорії.
З 2006 року учасниками турніру стали молодіжні збірні, і відразу двічі поспіль переможцем стала молодіжна збірна Ізраїлю, а українська «молодіжка» тричі поспіль не могла пробитись у фінал, програючи у півфіналі одноліткам з Білорусі, Ізраїлю та Болгарії.
2009 року українська «молодіжка» Павла Яковенка нарешті перемогла в півфіналі. Голи Романа Зозулі та Володимира Лисенка принесли українцям перемогу в матчі з іранцями, а у фіналі гол з пенальті Миколи Морозюка дозволив нашій збірній вперше за п'ять років стати володарем почесного трофею.
2010 року на турнір чекала чергова новація. У змаганнях вперше взяли участь юнацькі збірні серед гравців віком до 20 років. Вперше збірна України пропустила найбільшу кількість м'ячів в одному матчі, зазнавши поразки від команди Ірану з рахунком 2:4. Лише у матчі за третє місце зі збірною Туреччини голи Андрія Богданова та Василя Прийми наприкінці першого та на початку другого тайму принесли українцям п'яту в історії Меморіалу бронзову нагороду.
У серпні 2011 року українська «молодіжка» подолала півфінал, розгромивши непоступливих ізраїльтян — 3:0. У вирішальному матчі із командою Узбекистану командам довелося 15 разів пробивати з 11-метрової позначки. За підсумками серії післяматчевих пенальті, саме гості з Середньої Азії здобули перше місце.
Вперше обіграти суперника у протистоянні «з точки» українцям вдалося лише на турнірі 2012 року. Причому, перша спроба у півфіналі виявилася провальною — українці не зуміли жодного разу реалізувати пенальті у ворота команди Словаччини. Наступного дня «синьо-жовті» створили кам-бек, спочатку забивши гол на третій компенсованій арбітром хвилині матчу, а згодом і забивши на один 11-метровий більше за білорусів — 5:4.
У 2013 році українська команда здобула важку перемогу над збірною Словенії на «Оболонь-Арені» у півфіналі. Синьо-жовтим вдалося забити швидкий гол, вже на 3-й хвилині зусиллями Леоніда Акулініна. Проте українці були змушені майже 50 хвилин матчу грати у меншості після вилучення з поля Олександра Караваєва. Це позначилося на перипетіях поєдинку і допомогло словенцям зрівняти рахунок. Але останнє слово все-таки було за українцями, які на 72-й хвилині забили переможний м'яч і вийшли у фінал. Проте і там не обійшлося без вилучень — підопічним Сергія Ковальця довелося грати вдев'ятьох проти австрійців, яким вдалося на 80-й хвилині забити єдиний переможний гол.
У 2014 році турнір спочатку за планом мав пройти у Донецьку за участі молодіжних збірних Італії та Чехії, але не відбувся через початок Російсько-української війни. Після цього турнір вирішили повернути до Києва, а в учасниках, крім двох збірних України (U-21 та U-20), мали зіграти команди Ірану (U-20) та Молдови (U-21). Однак, в останній момент іранці відмовились від участі у турнірі, і він був повністю скасований.
2015 року турнір був відновлений, але господарі турніру традиційно не змогли виграти турнір, програвши у фіналі в серії пенальті словенцям. Аналогічно у серії пенальті у фінальній грі українці поступились і у турнірі 2017 року, на цей раз молодіжній збірній Фінляндії.
2018 року на турнірі вперше зіграла юнацька збірна України до 19 років, що саме готувалась до юнацького чемпіонату Європи (U-19) 2018 року. Проте протистояти молодіжним збірним Ізраїлю та Греції до 21 року юнаки не зуміли, посівши останнє місце на турнірі.
2019 року українська збірна до 21 року вперше за останні 10 років виграла трофей, обігравши у фіналі молодіжну збірну Ізраїлю з рахунком 1:0.
29—31 травня 2020 року мав проходити XVII Турнір Валерія Лобановського за участю молодіжних збірних України, Португалії, Словенії та Болгарії, але через пандемію коронавірусу й вердикт Виконкому УЄФА про призупинення всіх футбольних заходів до додаткового рішення УЄФА змагання було перенесено на 2021 рік.
2021 року турнір також опинився на межі зриву, оскільки в останній момент через карантинні обмеження, запроваджені в Тунісі, молодіжна збірна цієї країни не змогла прибути до України. Втім, УАФ вирішила не відміняти турнір, і було ухвалено рішення провести меморіал із трьома учасниками в одне коло. Перемогу в турнірі вперше здобула молодіжна збірну Узбекистану.

## Формат
Формат турніру незмінний протягом усього періоду його існування. 4 команди стартують у півфіналі, і переможці пар грають фінальний матч на стадіоні «Динамо» ім. Валерія Лобановського, а дві команди, що програли півфінал, грають матч за 3-є місце.

## Призери
| Рік         | Фінал             | Фінал            | Фінал               | За 3-тє місце     | За 3-тє місце    | За 3-тє місце            |
| Рік         | Переможець        | Рахунок          | Фіналіст            | 3-тє місце        | Рахунок          | 4-те місце               |
| ----------- | ----------------- | ---------------- | ------------------- | ----------------- | ---------------- | ------------------------ |
| 2003 Деталі | «Динамо» (Київ)   | 3 — 2            | «Шахтар» (Донецьк)  | ЦСКА (Москва)     | 1 — 0            | «Локомотив» (Москва)     |
| 2004 Деталі | «Динамо» (Київ)   | 4 — 0            | «Шериф» (Тирасполь) | «Сконто» (Рига)   | 1 — 0            | «Динамо» (Тбілісі)       |
| 2005 Деталі | Польща            | 3 — 2            | Ізраїль             | Україна           | 2 — 1            | Сербія та Чорногорія     |
| 2006 Деталі | Ізраїль (U-21)    | 2 — 1            | Білорусь (U-21)     | Україна (U-21)    | 3 — 2            | Молдова (U-21)           |
| 2007 Деталі | Ізраїль (U-21)    | 2 — 1            | Сербія (U-21)       | Україна (U-21)    | 3 — 1            | Молдова (U-21)           |
| 2008 Деталі | Польща (U-21)     | 3 — 0            | Болгарія (U-21)     | Україна (U-21)    | 4 — 1            | Північна Ірландія (U-21) |
| 2009 Деталі | Україна (U-21)    | 1 — 0            | Туреччина (U-21)    | Німеччина (U-21)  | 1 — 0            | Іран (U-21)              |
| 2010 Деталі | Росія (U-20)      | 2 — 1            | Іран (U-20)         | Україна (U-20)    | 2 — 1            | Туреччина (U-20)         |
| 2011 Деталі | Узбекистан (U-23) | 0 — 0 (8-7 пен.) | Україна (U-21)      | Сербія (U-21)     | 1 — 0            | Ізраїль (U-21)           |
| 2012 Деталі | Словаччина (U-21) | 1 — 1 (7-6 пен.) | Чорногорія (U-20)   | Україна (U-20)    | 1 — 1 (5-4 пен.) | Білорусь (U-20)          |
| 2013 Деталі | Австрія (U-21)    | 1 — 0            | Україна (U-21)      | Чехія (U-21)      | 2 — 0            | Словенія (U-21)          |
| 2015 Деталі | Словенія (U-21)   | 1 — 1 (6-5 пен.) | Україна (U-21)      | Греція (U-21)     | 2 — 0            | Молдова (U-21)           |
| 2016 Деталі | Ізраїль (U-21)    | 3 — 2            | Сербія (U-21)       | Україна (U-21)    | 1 — 1 (5-3 пен.) | Австрія (U-21)           |
| 2017 Деталі | Фінляндія (U-21)  | 0 — 0 (5-3 пен.) | Україна (U-21)      | Чорногорія (U-21) | 3 — 2            | Словенія (U-21)          |
| 2018 Деталі | Словенія (U-21)   | 3 — 0            | Ізраїль (U-21)      | Греція (U-21)     | 3 — 1            | Україна (U-19)           |
| 2019 Деталі | Україна (U-21)    | 1 — 0            | Ізраїль (U-21)      | Болгарія (U-21)   | 0 — 0 (5-4 пен.) | Кіпр (U-21)              |
| 2021 Деталі | Узбекистан (U-21) | —                | Азербайджан (U-21)  | Україна (U-21)    |                  |                          |